# Romansleigh
Romansleigh lub Rumonsleigh – wieś i civil parish w Anglii, w Devon, w dystrykcie North Devon. W 2001 civil parish liczyła 98 mieszkańców. Romansleigh jest wspomniana w Domesday Book (1086) jako Lege/Liège/Leiga/Liega.